# Zhang Ben
Zhang Ben (chinesisch 張犇 / 张犇, Pinyin Zhāng Bēn; * 22. Juli 1985 in Harbin) ist eine ehemalige chinesische Eishockeyspielerin, die im Verlauf ihrer aktiven Karriere zwischen 2003 und 2013 unter anderem an acht Weltmeisterschaften und den Olympischen Winterspielen 2010 teilnahm. Dabei absolvierte sie mindestens 59 Partien bei größeren Turnieren oder Wettbewerben, in denen sie über 25 Scorerpunkte sammelte.

## Karriere
Zhang Ben, die für das Team aus ihrer Geburtsstadt Harbin spielte, nahm mit der Weltmeisterschaft 2004 erstmals im Alter von 18 Jahren mit der chinesischen Nationalmannschaft an einem großen Turnier teil. Es folgten weitere Einsätze in den Jahren zwischen 2005 und 2009, bei denen Zhang Ben ihr Heimatland ebenfalls bei den Weltmeisterschaften der Top-Division vertrat. Ebenso nahm sie mit der chinesischen Auswahlmannschaft in den Spielzeiten 2005/06 und 2006/07 außer Konkurrenz an der Meisterschaft der finnischen Naisten SM-sarja teil.
Ab 2007 trat Zhang Ben nur noch mit dem chinesischen Nationalteam und ihrem heimischen Team aus Harbin in Erscheinung. Nach dem Abstieg aus der Top-Division der WM im Jahr 2009 absolvierte sie bis zu ihrem Rücktritt im Jahr 2013 noch drei Weltmeisterschaftsturniere in der Division I. Darüber hinaus vertrat sie ihr Land bei den Olympischen Winterspielen 2010 in Vancouver und gewann bei den Winter-Asienspielen 2011 die Bronzemedaille. Ebenso nahm sie am IIHF Women’s Challenge Cup of Asia 2012 teil, bei dem sie mit dem Team den zweiten Rang erreichte.

## Erfolge und Auszeichnungen
- 2011 Bronzemedaille bei den Winter-Asienspielen
- 2012 Zweiter Platz beim IIHF Women’s Challenge Cup of Asia